# Чечейген
Чечейген, Чичиган, 
Джиджикан, Чэчэйгэн, Сэчэйгэн, Сэчэйгэн-ахай, 
Цецейкен (монг. Цэцэйхэн; кит. 阇阇干; ? — ок. 1237) — вторая дочь Чингисхана и его старшей жены Бортэ, правительница ойратов.

## Биография
В 1207 году, намереваясь покорить «лесные народы», жившие к западу от Байкала, Чингисхан отправил туда войска во главе своего старшего сына Джучи. Ойраты первыми приняли монгольское подданство, и в знак почтения к их вождю Худуха-беки Чингисхан предложил тому устроить межсемейный брак. Чечейген и её племянница Олуйхан (дочь Джучи) были выданы за сыновей Худуха-беки Инальчи и Торельчи. Из-за созвучных имён ойратских нойонов источники, описывающие подробности брака, нередко противоречат друг другу: так, в «Сокровенном сказании» Чечейген названа женой Инальчи, в то время как Рашид ад-Дин и авторы хроники «Юань ши» утверждают, что она была замужем за Торельчи-гургэном. Современные историки, как правило, придерживаются последней версии. Рашид ад-Дин также сообщает, что в браке с Торельчи Чечейген родила сыновей Бука-Темира, Буртоа и Барс-Буку, а также дочерей Илчикмиш-хатун, Гуюк-хатун, Кучу-хатун и Эргэнэ-хатун.
Отправляя Чечейген к ойратам, Чингисхан,  согласно летописи «Алтан Тобчи», передал дочери следующее наставление:

«Сэчэйгэн-ахай, слушай! Хаган, отец твой, ради тебя, рожденной им дочери, оставил покоренный ойратский народ кочевать [на тех же землях]. Вставай рано, ложись поздно! Будь всегда внимательна к родне мужа и к его вельможам. Днем и ночью одинаково [вместе с ним] заботься [о своем народе и владении]. Знай наизусть сказанные поучения! Будь целомудренна! Оставь здесь то плохое, чему не учили, и отправляйся! То хорошее, чему учили, запомни и отправляйся! Соблаговолили объединить и направить ойратский народ!»— «Алтан Тобчи»
Американский историк Джек Уэзерфорд, автор монографии о дочерях Чингисхана, предположил, что брачный союз, заключённый между Чечейген и ойратским нойоном, преследовал также и экономические цели: с его помощью монголы получили контроль над важными торговыми путями Севера. В то же время Уэзерфорд считает, что в сравнении с другими дочерьми Чингиса Чечейген оказалась в проигрыше: ойраты начала XIII века не были столь могущественны, как в более поздний период, а образ жизни в их краях был гораздо суровее, чем на юге монгольского государства, где властвовали её сёстры.
В 1237 году, вероятно, уже после смерти Чечейген, ойратские земли занял её брат и наследник Чингисхана Угэдэй.